# 舍曼格勒涅
舍曼格勒涅（法語：Chemin Grenier）是毛里求斯岛薩凡納區的一个村庄。该村庄由舍曼格勒涅村议会在薩凡納区议会的监督下管理。2011年人口数量为12,223人。